# Gothenburg (Nebraska)
Gothenburg is een plaats (city) in de Amerikaanse staat Nebraska, en valt bestuurlijk gezien onder Dawson County.

## Demografie
Bij de volkstelling in 2000 werd het aantal inwoners vastgesteld op 3619. In 2006 is het aantal inwoners door het United States Census Bureau geschat op 3746, een stijging van 127 (3,5%).

## Geografie
Volgens het United States Census Bureau beslaat de plaats een oppervlakte van 6,7 km², waarvan 6,6 km² land en 0,1 km² water. Gothenburg ligt op ongeveer 783 m boven zeeniveau.

## Plaatsen in de nabije omgeving
De onderstaande figuur toont nabijgelegen plaatsen in een straal van 36 km rond Gothenburg.